# Računalniške novice
Računalniške novice – słoweńskie czasopismo poświęcone tematyce komputerowej. Jego pierwszy numer ukazał się w 1996 roku.
Periodyk jest wydawany dwa razy w miesiącu w Lublanie. Jego czytelnictwo wynosi 33 tys. osób.
Wydawcą czasopisma jest firma Nevtron & Company Media Group.